# Panarion
Panarion és el nom d'una obra d'Epifani I de Constància escrita en grec que descriu les heretgies dels primers segles del cristianisme i com combatre-les. El títol, que es pot traduir com "cistell del pa", fa referència a una metàfora on la forma del cistell s'assembla al vaixell que és l'església, un bot ferm que resisteix els embats heretges. Aquesta al·legoria i la inspiració general del tractat sorgeixen d'una obra anterior, Ancoratus, del 374. L'estructura, tal com explica l'autor, prové d'un poema del Càntic dels Càntics, on indica que hi ha 80 concubines (les sectes que ell descriu) i tres reines (dividides en tres generacions). Per a cada heretgia fa una breu descripció i la refuta usant passatges bíblics o ridiculitzant les seves creences. Aquesta abundància de material, que inclou documentació inèdita, és la que fa del Panarion una obra valuosa per a la història de la religió.